# Zuid-Holland
Zuid-Holland (svenska: Sydholland) är en provins i Nederländerna med 3 640 409 invånare (2016). Provinshuvudstaden i Zuid-Holland är Haag (Den Haag), som även är säte för Nederländernas regering. I provinsen finns också Europas största hamnstad, Rotterdam.

## Kommuner
Zuid-Holland består av 52 kommuner (gemeenten):

- Alblasserdam
- Albrandswaard
- Alphen aan den Rijn
- Barendrecht
- Bodegraven-Reeuwijk
- Brielle
- Capelle aan den IJssel
- Delft
- Dordrecht
- Goeree-Overflakkee
- Gorinchem
- Gouda
- Haag (Den Haag)
- Hardinxveld-Giessendam
- Hellevoetsluis
- Hendrik-Ido-Ambacht
- Hillegom
- Hoeksche Waard
- Kaag en Braassem
- Katwijk
- Krimpen aan den IJssel
- Krimpenerwaard
- Lansingerland
- Leiden
- Leiderdorp
- Leidschendam-Voorburg
- Lisse
- Maassluis
- Midden-Delfland
- Molenlanden
- Nieuwkoop
- Nissewaard
- Noordwijk
- Oegstgeest
- Papendrecht
- Pijnacker-Nootdorp
- Ridderkerk
- Rijswijk
- Rotterdam
- Schiedam
- Sliedrecht
- Teylingen
- Vlaardingen
- Voorschoten
- Waddinxveen
- Wassenaar
- Westland
- Westvoorne
- Zoetermeer
- Zoeterwoude
- Zuidplas
- Zwijndrecht